# 3. pěší pluk
Císařský a královský pěší pluk č. 3 (k.u.k. Infanterieregiment Nr. 3) patřil mezi tradiční pluky habsburského císařství. Vznikl v roce 1715 a krátce po svém založení vstoupil do služby římského císaře Karla VI. Od roku 1769 pluk používal označení „číslo 3“ a od roku 1780 přijal podle svého nového majitele název „Arcivévoda Karel“ č. 3 (Erzherzog Karl Nr. 3). Plukovní velitelství se nacházela po celé habsburské monarchii a nakonec se jeho domovem až do vypuknutí 1. světové války stala Morava a Slezsko.

## Vznik jednotky
Pěší pluk č. 3 vznikl 27. července 1715 na základě nařízení trevírského kurfiřta, biskupa osnabrückého, Karla Ignáce vévody z Lotrinska a Baru. Označení IR 3 (Infanterie Regiment No. 3) získal pluk při zavedení plukovních čísel v roce 1769.

## Organizace pluku
1715 – předpokládaný stav pluku byl 2300 mužů. Pluk měl 15 fyzilírských rot po 140 mužích a 2 granátnické po 100 mužích. Fyzilíři byli vyzbrojeni puškou na křesadlový zámek (fusile) tulejovým bodákem a sumkou se 40 náboji. Pět rot tvořilo prapor. Do pluku nesměli být verbováni Francouzi, Italové, Švýcaři, Poláci, Maďaři a Chorvati.

## Jméno jednotky
- 1717: Infanterieregiment Jung-Lothringen zu Fuß
- 1769: Infanterieregiment von Lothringen No. 3
- 1780: Infanterieregiment „Erzherzog Karl“ Nr. 3
- 1860: Mährisches Infanterieregiment „Erzherzog Karl“ Nr. 3
- 1915: Infanterie Regiment Nr. 3

## Historie jednotky

### Egalizační barva
- 1726: bílý kabát, modré manžety
- 1738: bílý kabát, červené manžety
- 1767: bílý kabát, světle modré označení, bílé knoflíky
- 1868: tmavomodrá uniforma, výložky – nebeská modř, knoflíky bílé[3]
- 1908: uniforma v barvě štičí šeď, výložky – nebeská modř, knoflíky bílé
- 1916: uniforma v barvě polní šeď, límcový rozlišovací proužek – nebeská modř

### Verbovací obvod
Pluk byl doplňován nejprve z oblasti Augsburgu, Řezna, Ulmu, Würzburgu a Bamberka. V letech 1766–1806 se jeho verbovací oblastí stal Dolnorýnsko-vestfálský kraj (Niederrheinisch-Westfälischer Reichskreis). V roce 1781 obdržel v Dolních Rakousích okres Korneuburg a od roku 1872 v Haliči pomocný verbovací okres Přemyšl. V roce 1830 se stala doplňovací oblastí c.k. pěšího pluku č. 3 Morava. Klíčovým teritoriálním vojenským orgánem pro Moravu a Slezsko bylo Generální velitelství v Brně (k.k. Mährisch Schlesisches General Commando), které podléhalo přímo Dvorské válečné radě ve Vídni a po roce 1848 vídeňskému c.k. ministerstvu války. Nejpočetnější garnizony se nacházely v Olomouci, Brně a Opavě. Nejprve pluk převzal po c.k. pěším pluku č. 29 brněnský verbovací okres, v roce 1853 po c.k. pěším pluku č. 1 doplňovací okres Uherské Hradiště a od roku 1857 doplňovací okres Kroměříž. V letech 1857–1860 verboval brance také z pomocné Trenčínské župy.

### Rakousko-turecká válka (1716–1718)
První nasazení v boji – bitva u Petrovaradínu (5. srpna 1716). Pluk (dva prapory) byl postaven ve druhé linii v pěší divizi, které velel generál pěchoty Jan Josef Filip hrabě Harrach Rohrau. Pluku velel Emmanuel princ d'Elboeuf von Lothringen.
Obléhání a dobytí Temešváru (srpen – říjen 1716) – během obléhání Temešváru měl pluk svoje pozice u cesty na Arad, kde zajišťoval dělostřelectvo. Zde byl pluk prakticky celou dobu obléhání. Asistoval pouze při otevření přístupů před útokem na předměstí Velká Palanka. Obléhání trvalo 42 dnů. Ztráty pluku – 20 mrtvých a 52 zraněných. Z důstojníků padl kapitán Geltinghausen, zranění byli kapitáni Altimus, Fessler a Doxal.

### Válka o polské následnictví (1733–1738)
Během války o polské následnictví se odehrály bitvy nejen na území Polska a Německa, ale také v Itálii. V říjnu 1733 se nacházel hlavní stan pluku pod velením Leopolda hraběte z Lignéville v Mantově (Mantua), další bataliony sídlily v Miláně (Mailand) a Novaře. Velitel pluku převzal velení i nad plukem kanonýrů. Naverbovaní nováčci byli ponecháni k ostraze hranic v Jižním Tyrolsku a teprve 16. května 1734 se přemístili do Governola. Po obléhání Milána (30. prosince 1733) a Novary (7. ledna 1734) se rakouské jednotky stáhly do Mantovy a 2. května 1734 překročily řeku Pád (Po). V bitvě u Colorna, kde se pluk vyznamenal, padl 1. června 1734 Leopold hrabě z Lignéville.

### Válka o rakouské dědictví (1740–1748)
Během válek o rakouské dědictví pluk bojoval v bitvách u Mollwitz (10. dubna 1741), Chotusic (17. května 1742), Hohenfriedbergu (4. června 1745), Hajnice (30. září 1745), u Rocoux (11. října 1746) a u Lawfeld (2. července 1747).

### 1. světová válka
Dislokace pluku – únor 1914:
- velitelství pluku (Těšín)

I. prapor (Doboj)
II. a III. prapor (Těšín)
IV. prapor (Kroměříž)
nadřízené útvary: 12. pěší divize (1. armádní sbor)
- Zařazení praporů v srpnu 1914:

I. prapor – 12. horská brigáda 48. pěší divize (15. armádní sbor) – prapor určený pro frontu v Bosně a Hercegovině proti Srbsku
II a III. prapor – 23. pěší brigáda 12. pěší divize (divize přímo podřízená velitelství 1. armády) – pluk určený pro frontu v Haliči proti Rusku
IV. prapor IR 3 – 8. pěší brigáda 4. pěší divize (2. armádní sbor) – prapor určený pro frontu v Haliči proti Rusku

## Velitelství pluku
Zpočátku pluk sídlil v posádkových městech po celé habsburské monarchii: v Dolních Uhrách, Rakousku, Neapolsku, Lombardii, Toskánsku, Horních Uhrách, Moravě, Belgii, Nizozemí, Čechách, Chorvatsku, po skončení tureckého tažení v letech 1719–1727 v Temešváru.
Nejpočetnější posádku (garnizonu) na Moravě a ve Slezsku měla v první polovině 19. století Olomouc s prestižní kadetní školou. Plukovní velitelství zde bylo dislokováno v letech 1740–1749 a 1869–1882, v sídle zemských vojenských úřadů v Brně se pluk nacházel v letech 1771–1775, 1847–1849 a 1896–1904. V roce 1846 zde byly ubytovány čtyři setniny v počtu 389 mužů. Dále se posádkové velitelství nacházelo v Praze, Kroměříži, ve Znojmě a v Těšíně. Jednotlivé prapory nemusely být ubytovány ve stejné posádce jako velitelství pluku, stávalo se, že jeden nebo i dva prapory se nacházely v odloučených posádkových kasárnách (např. v Kroměříži, Mostaru).
- 1740–1749 Olomouc
- 1771–1775 Brno
- 1806–1813 Kroměříž
- 1815–1821 Kroměříž
- 1845–1847 Kroměříž
- 1847–1849 Brno
- 1866–1867 Praha
- 1869–1882 Olomouc
- 1884–1893 Znojmo
- 1896–1904 Brno
- 1904–1906 Mostar
- 1906–1914 Těšín

## Majitelé pluku
- 1715 – trevírský kurfiřt, biskup osnabrücký, Karl Ignác vévoda z Lotrinska a Baru[8]
- 1716 – František Štěpán princ Lotrinský[8]
- 1726 – generální polní strážmistr (Generalfeldwachtmeister) Leopold hrabě z Ligneville (8. prosince 1708 Lunéville – 1. června 1734 bitva u Colorna)[8][9]
- 1736 – generální polní strážmistr Lucas Giovanni vikomt Pallavicini[8]
- 1736 – polní maršál Karel vévoda Lotrinský[8]
- 1780 – generalissimus a polní maršál arcivévoda Karel[8]
- 1780–1791 Damián sv. pán Drechsler[8]
- 1791–1809 Josef sv. pán Staader von Adelsheim[8]
- 1809–1827 Mikuláš hrabě Weissenwolff – vojenský velitel v Horních Rakousích[8]
- 1827–1840 Rudolf hrabě Salis-Zizers[8]
- 1840–1852 Anton sv. pán Puchner[8]
- 1853–1876 Josef svobodný pán von Fiedler[3][8]

## Velitelé pluku

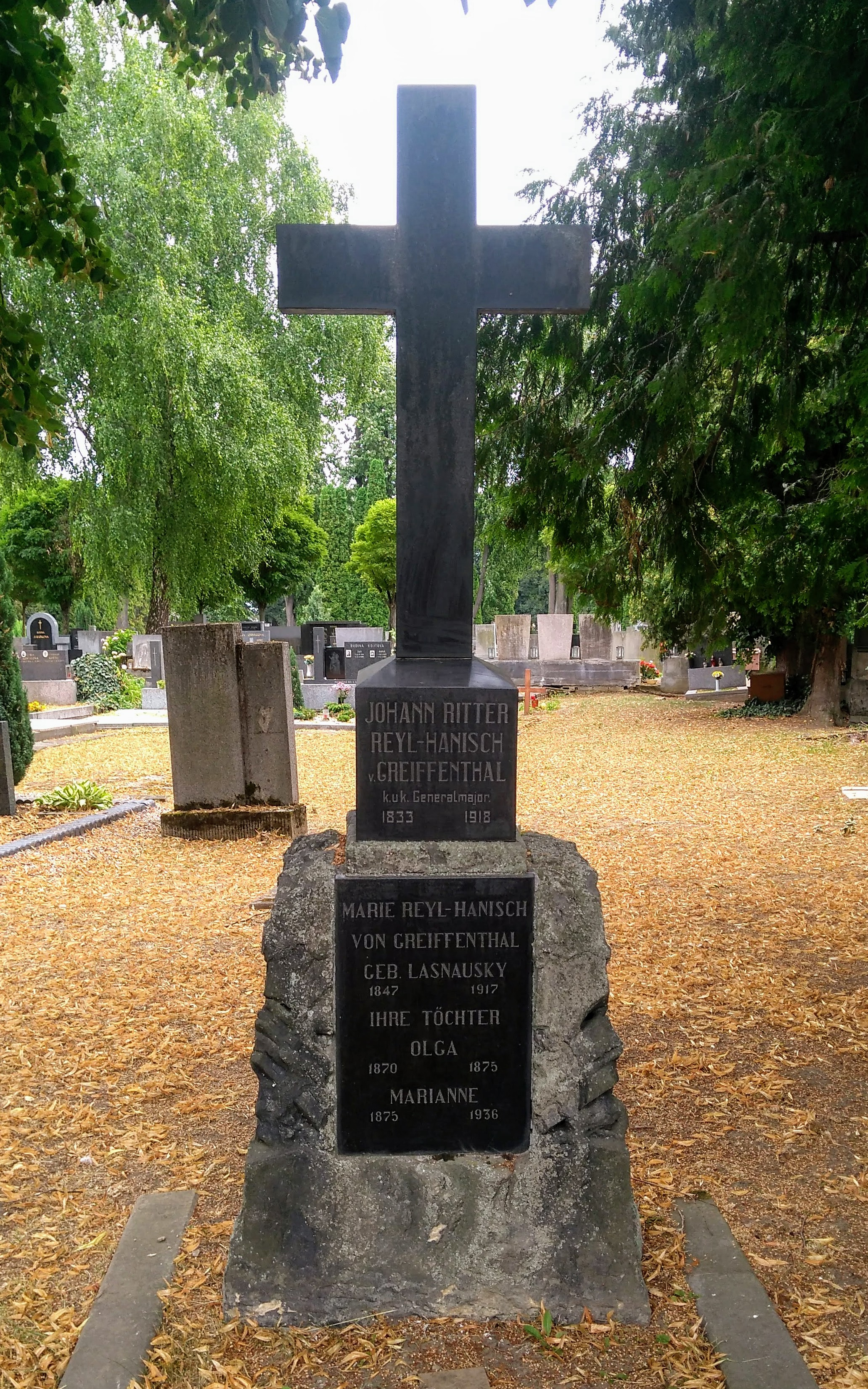
Hrob Johana Reyl-Hanisch von Greiffenthal, generálmajora v.v. na kroměřížském hřbitově

- 1821 - plukovník Franz Georg Dominik svobodný pán von Waldstätten
- 1854 – plukovník Hannibal svobodný pán von Puchner
- 1860 – plukovník Eduard Spilberger von Spilwall
- 1865 – plukovník Adolph Pehm
- 1866 – plukovník Ludwig Karl
- 1874 – plukovník Sigmund Pollatschek von Nordwall
- 1876 – plukovník Hugo von Henriquez
- 1881 – plukovník Gustav urozený pán von Löw
- 1882 – plukovník Hans von der Schulenburg
- 1885 – plukovník Johan rytíř Reyl-Hanisch von Greiffenthal
- 1887 – plukovník Anton svobodný pán von Gebauer von Fülnegg
- 1892 – plukovník Ambros rytíř von Mras
- 1897 – plukovník Hermann Pallas
- 1898 – plukovník Albert rytíř Küffer von Asmansvilla
- 1899 – plukovník Carl Rudziński von Rudno
- 1905 – plukovník Johan rytíř Eisler von Eisenhort
- 1909 – plukovník Joseph Schön
- 1913 – plukovník Heinrich svobodný pán von Testa

## Osobnosti pluku
- 1914–1918 – poručík Richard Sicha, předseda Revolučního vojenského výboru v Brně roku 1918